# Мухамедзянов, Наиль Ибрагимович
Наиль Ибрагимович Мухамедзянов (тат. Nail İbrahim uğlı Mөxəmmətcanov, Наил Ибраһим улы Мөхәммәтҗанов; 1944, Казань — 2003) — российский шахматист, международный арбитр, мастер спорта СССР. Являлся многократным чемпионом Казани и Татарстана по шахматам. Занимал пост вице-президента федерации шахмат Республики Татарстан.

## Биография
После окончания в 1962 году средней школы поступил в Казанский химико-технологический институт. После окончания института в 1968 — 1971 годах работал инженером-механиком на Казанском заводе 
резино-технических изделий, с 1973 по 1982 год — инженером-конструктором в организации «Сельхозтехника». В этот период дважды был отмечен призами республиканского конкурса рационализаторов.
Избирался депутатом Государственного Совета Удмуртской Республики пятого созыва.

## Шахматные успехи
В шахматы научился играть в восьмилетнем возрасте, в четырнадцать лет стал перворазрядником, в семнадцать — кандидатом в мастера. В 1965 году Мухамедзянов впервые стал чемпионом Татарской АССР, в 1984 году — чемпионом в восьмой раз. Чемпион Казани в 1966, 1970 и 1973 годах.
Крупных спортивных успехов Мухамедзянов добился в соревнованиях сельских шахматистов: в финале ЦС «Урожай» в 1976 году занял второе место, а в 1979 году стал чемпионом этого спортивного общества. Трижды участвовал в финале чемпионата СССР среди сельских шахматистов.
Неоднократно успешно защищал спортивную честь Татарской АССР в финале Спартакиады народов Российской Федерации, в полуфинале и финале первенства РСФСР, в полуфинале и финале ВЦСПС, в финале Российских советов ДСО «Буревестник» и «Урожай».
Он участник двух международных встреч: матча молодёжных команд РСФСР и Швеции в 1965 году (добился победы 1,5 : 0,5 над мастером Вальбомом), а также международного командного турнира в Москве, посвященного 100-летию со дня рождения В. И. Ленина (занял первое место на четвёртой доске).
В его творческом активе ряд убедительных побед над международными мастерами и гроссмейстерами.
С 1986 г. — сотрудник ЦСДЮШШОР им. Р. Г. Нежметдинова сначала как старший тренер, затем как начальник спортивно-массового отдела.

## Талант организатора
Талант Мухамедзянова как организатора раскрылся при проведении крупнейших соревнований в Казани, так и в роли капитана сборной команды Татарстана в российских, европейских и мировых турнирах.
При его активнейшем участии в 1997 г. были организованы две команды под флагом ЦСДЮШШОР, занявшие первые места во взрослом чемпионате России и первенстве России среди молодёжи. В 1999 г. команда «Сбербанк Татарстан», по сути, сборная РТ, заняла 2 место в Кубке Европы.
В 2002—2003 гг. команда под названием «Ладья-Казань-1000» занимала первые места в Кубке России, третье место в Кубке Европы.
В 2001 г. им был организован матч «Татарстан — Европа» с привлечением известнейших шахматистов: А. Карпова, В. Корчного, М. Чибурданидзе, А. Галлямовой и др., имевший большой спортивный и общественный резонанс.
В 2003 г. он организовал матч В. Корчной — А. Тимофеев, ставший этапным в шахматном творчестве А. Тимофеева.
Громадной заслугой Мухамедзянова было привлечение в Казань известного тренера А. Панченко, сильнейших шахматистов России — международных гроссмейстеров С. Рублевского, А. Харлова, Е. Заяц, благодаря которым шахматы в Татарстане получили дальнейшее развитие.
Поглощенный громадной общественной деятельностью, как постоянный капитан команд Татарстана, как международный арбитр, директор шахматного фонда «Казань-1000», активный деятель федерации шахмат Поволжья и Российской шахматной федерации, он не обращал внимания на своё здоровье.
Планы развития шахмат в Татарстане у него всегда, родившись, воплощались в жизнь.
Он ушёл из жизни за несколько дней до своего 60-летия.